# Aur Cina (Selagan Raya)
Aur Cina is een bestuurslaag in het regentschap Muko-Muko van de provincie Bengkulu, Indonesië. Aur Cina telt 458 inwoners (volkstelling 2010).